# José Luis Cuerda

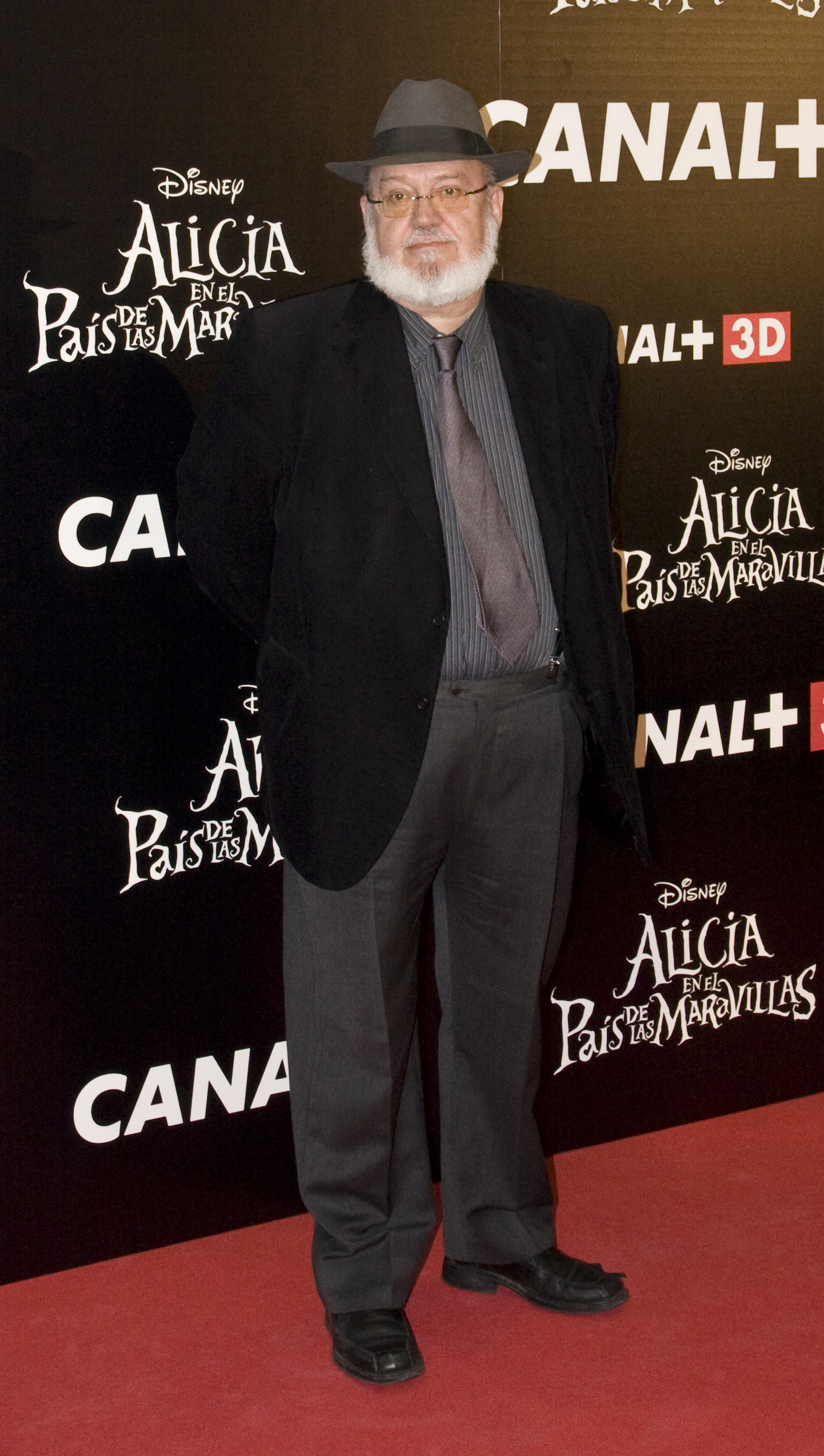

José Luis Cuerda Martínez (* 18. Februar 1947 in Albacete, Spanien; † 4. Februar 2020 in Madrid) war ein spanischer Filmregisseur, Drehbuchautor und Filmproduzent.

## Leben
Er begann ein Jurastudium in Madrid, brach es aber nach drei Jahren ab und wurde Rundfunktechniker. Mit dieser Ausbildung fing er 1969 an, beim öffentlichen spanischen Fernsehen zu arbeiten, wo er fünf Jahre lang über 500 Dokumentarfilme für die Nachrichtenredaktion drehte. Zwischen 1985 und 1987 arbeitete er als Assistent an der Fakultät für bildende Künste der Universität Salamanca. Nach einigen Kurzfilmen gelang es ihm 1982, eine Finanzierung für seinen ersten Film Pares y nones zu erreichen. Mit diesem Film wurde er einer der wichtigsten Vertreter der sogenannten Madrider Komödie (comedia madrileña), die sich großer Beliebtheit im Spanien der 1980er Jahre erfreute.
Sein nächster Film El bosque animado (1987) setzte eine neue Schaffensphase Cuerdas an, die durch den Rückgriff auf seinen surrealistischen Humor gekennzeichnet war. Ein Jahr später kam der Film Amanece que no es poco in die Kinos, der ihm endgültig den Durchbruch als Filmemacher einbrachte. Mit Así en la tierra como en el cielo (1995) rundete er eine Art Trilogie ab, deren Grundlage sein skurriler Humor ist.
Mit La lengua de las mariposas (1999) erzählte er eine Geschichte über die Beziehung eines Kindes zu seinem Lehrer, die politisch durch den Beginn des spanischen Bürgerkrieges überschattet wird.
Er ist auch als Entdecker und Mäzen von Alejandro Amenábar bekannt. So produzierte Cuerda beispielsweise Amenábars Filme Tesis – Der Snuff-Film, The Others und Virtual Nightmare – Open Your Eyes. 2008 wurde sein Spielfilm Los girasoles ciegos – der schon vielfach im In- und Ausland ausgezeichnet wurde – als offizieller spanischer Beitrag für eine Nominierung um den besten fremdsprachigen Film bei der Oscarverleihung 2009 ausgewählt. Vier Mal erhielt Cuerda den Goya-Filmpreis.
Cuerda verstarb am 4. Februar 2020 im Alter von 72 Jahren in seiner Wohnung in Madrid.

## Filmografie
- 1977: Mala racha
- 1982: Pares y nones
- 1985: Total
- 1987: El Bosque Animado
- 1988: Amanece, que no es poco
- 1991: La viuda del Capitán Estrada
- 1993: Tocando fondo
- 1995: Así en el cielo como en la tierra
- 1999: Die Zunge der Schmetterlinge (La lengua de las mariposas)
- 2000: Primer amor
- 2004: ¡Hay motivo! (Segment Por el mar corre la liebre)
- 2006: La educación de las hadas
- 2008: Los girasoles ciegos (Die blinden Sonnenblumen), nach dem gleichnamigen Roman von Alberto Méndez(1941 – 2004)
- 2012: Todo es silencio
- 2018: Tiempo después